# Tel Aviv
Tel Aviv – Yafo (hebrejsko: תֵּל־אָבִיב-יָפוֹ; navadno imenovan le Tel Aviv) je drugo največje mesto države Izrael, ki leži na sredozemski obali. Je največje in najgosteje poseljeno mesto obalne regije. Razprostira se na 52 km² površine in šteje 405.000 prebivalcev.
Mesto, ustanovljeno leta 1909 na puščavskem predelu ob starodavnem pristanišču Jafo, je v preteklem stoletju doseglo nagel urbanističen razvoj in gospodarski razcvet. Je ekonomsko središče s sedežem številnih večjih mednarodnih podjetij in razvojnih centrov.
Zaradi lege ob morju, klimatskih razmer in vlaganj v turizem se je mesto razvilo v sodobno turistično destinacijo.

## Ime
Tel Aviv v prevodu iz hebrejščine pomeni »Hrib pomladi« in je bilo izmed mnogih predlogov izbrano leta 1909. V Bibliji je zapisano: »Tako sem prišel k izgnancem v Tel Abíbu, ki so prebivali ob reki Kebár, kjer so se naselili. Tam sem bival sedem dni izmučen sredi med njimi.«
Ponujeni predlog je ustrezal idejnemu cilju obnovitve dežele Izrael kot večnega svetega mesta Judov. »Aviv« je hebrejska beseda za pomlad, ki simbolizira večno obnavljanje in sporoča, da ima mesto pomembno arheološko vrednost – tu so bivale številne civilizacije, ki so sledile druga drugi.
Jafo, nekdanje ime Tel Aviva, naj bi izhajalo iz hebrejske besede »Yahaf« oz. »Yofi«, kar pomeni lep ali čudovit. Druga teorija pravi, da ime izvira iz imena Japhet, ki je bil sin očaka Noeta. Ustanovil naj bi mesto in ga poimenoval po sebi.

## Zgodovina
Kot starodavno pristanišče je Jafo skozi stoletja sodilo pod številne vladavine. Arheološke najdbe iz druge polovice 20. stoletja so odkrile sledi zgradb in poti iz zgodnje bronaste dobe. Sledila so odkritja ostankov trdnjav in večjega obzidja iz pozne bronaste dobe. Najdeni so bili tudi preostanki zgradb iz obdobij osvajanj Egipčanov, Perzijcev ter Helenov.
Leta 1099 so križarji v pripravah na obleganje Jeruzalema zavzeli Jafo, ki so ga pred tem zapustili muslimani. Le-ti so ga v času pred križarskimi vojnami utrdili in v njem obnovili pristanišče. Območje je kmalu dobilo pomembno vlogo, saj je postalo osrednje obmorsko oskrbovalno središče Jeruzalemskega kraljestva. Leta 1192 je območje zavzel Saladin, a so že leta 1223 na tretjem križarskem pohodu kraj ponovno zavzeli križarji. Jafo je takrat služil kot utrdba. Nadvlada osvajalcev iz križarskih vojn se je končala v letu 1268. Takrat je mesto zasedel mameluški sultan v Egiptu Baibars. Infrastrukturo - pristanišče, utrdbe, namakalne naprave, sadovnjake, zgradbe so mameluki načrtno uničili, da bi v prihodnje preprečili nove križarske pohode. V naslednjih desetletjih so muslimanski vladarji območje temeljito preverjali in ga zastražili.
V 16. stoletju je bilo območje priključeno osmanskemu cesarstvu. V tistem času je imel Jafo status naselja.
Po nekaterih podatkih je bil Jafo pristanišče zadnjih 4.000 let. Leta 1799 je kraj oblegala Napoleonova vojska. Prebivalstvo je bilo v vojaških operacijah zdesetkano, čemur je sledila še kuga, ki je populacijo dodatno drastično znižala.
Kot urbano središče je Jafo rasel od začetka 18. stoletja naprej, ko je oblast Otomanskega cesarstva v Istanbulu reagirala na številne vpade piratov in beduinov. V Jafu je bila nameščena vojska, ki je stražila predvsem strateško pomembno pristanišče.
Večja širitev je sledila proti začetku 19. stoletja. Število prebivalcev iz leta 1806, ko jih je Jafo štel 2.500, je zraslo na 17.000 v letu 1886.
Moderni Tel Aviv je bil ustanovljen leta 1909, ko je bilo ozemlje, na katerem stoji, kupljeno od beduinov.

## Razvoj mesta

### Zgodnji Tel Aviv
Od leta 1800 do 1870 je bil Jafo obkrožen z obzidjem in obrambnimi stolpi. Ko so se varnostne razmere izboljšale, je bil sklop slednjih podrt, s čimer je bila omogočena širitev kraja. Nasip na morju je ostal nedotaknjen do leta 1930, ko je bil pod britanskim poveljstvom obnovljen. V zgodnjem 19. stoletju je Jafo pričel gospodarsko cveteti zaradi rastoče trgovine, predvsem z izvozom svile in agrumov v Evropo.
V letu 1860 so se manjši sefardski judovski skupnosti pridružili priseljeni Judje iz Maroka in nekaj aškenazijskih Judov iz Evrope.
V letih 1880 se je število aškenazijskih judovskih priseljencev občutno povečalo. Bolj kot verska ideologija vrnitve v Sveto deželo, so bili motivirani s sionistično idejo ponovne združitve vseh Judov v Izraelu. Zavzemali so se za kmetijsko obuditev tamkajšnjih nerodovitnih, peščenih površin. Za začetek modernega Tel Aviva se šteje obdobje med letoma 1887 in 1896, ko se je pričela graditev prve stanovanjske soseske na območju današnje mestne površine.
Sledeče imigracije so prvenstveno vplivale na širitev in nadaljnje urbanizacije mesta. V letu 1906 se je združila skupina Judov, ki se je odločila na obrobju Jafa postaviti zelenice in parke. Cilj judovske mestne skupščine je bil zgraditi »Urbani hebrejski center v zdravi okolici, zgrajen v stilu modernega in estetskega.«
V letu 1908 je skupina odkupila 5 hektarjev današnje mestne površine, ki je bil takrat puščavskega tipa. Ozemlje je bilo razmejeno v 60 parcel. V skupščini je sodeloval tudi kasnejši prvi župan mesta, Meir Dizengoff, katerega cilj je bil soseska miroljubnega sožitja z Arabci.

### Začetek gradnje
1. aprila leta 1909 je z urbanizacijo pričela druga mestna skupščina Judov. Zgrajenih je bilo prvih pet mestnih ulic (ulica Herzl, Ahad Ha'am, Yehuda Halevi, Lilienblum, in ulica Rothschild), ki se danes nahajajo v starem mestnem jedru. Dokončanih je bilo prvih 66 stanovanjskih hiš in skozi tedaj puščavski predel je bil napeljan vodovod, ki je omogočil preskrbo pitne vode kasnejšemu Tel Avivu in ozelenitvi mesta. Istega leta je bil zasnovan načrt izgradnje mestne hebrejske univerze.
21. maja 1910 je bilo uradno sprejeto ime »Tel Aviv«. Cilj nadaljnjih gradenj je bil ustvariti s parki obdano sosesko kraja Jafo, v evropskem stilu, s širokimi ulicami.
Do leta 1914 je mesto zraslo na več kot 100 hektarjev površine, kar je vključevalo številne nove soseske. Gradnje so se zaustavile leta 1917, ko je administracija pod poveljstvom Osmana ukazala izgon vseh Judov iz kraja Jafo. Sledile so množične deportacije judovskih prebivalcev.

### Britanska vladavina
Pod vladavino Združenega kraljestva so politični konflikti med Judi in Arabci v območju narasli. 1. maja 1921 so izbruhnili največji nemiri do tedaj: oborožene tolpe so pobile na desetine Judov. Zaradi izbruhov nemirov je veliko Judov zapustilo Jafo in se odselilo v sosednji Tel Aviv. Populacija tega je zaradi izseljencev z Jafa pričela strmo naraščati: z 2.000 v letu 1920 na 34.000 v letu 1925. V Tel Avivu je bilo odprtih več podjetij in storitvenih dejavnosti, kar je zmanjševalo pomen dotedanjega poslovnega središča v Jafu.
V letu 1925 so bili sprejeti novi razvojni načrti. Bistvena ideja teh je bila izgraditev mesta s parki in zelenicami. Dotedanji obseg mesta še danes velja za dejanski urbani del mesta, čeprav se je mesto od tedaj še širilo. Raslo je tudi v naslednjih letih, a je med letoma 1927 in 1930 utrpelo ekonomsko nazadovanje zaradi globalne gospodarske recesije. V teh letih je razcvet doživela kulturna panoga z ustanovitvijo mestnega gledališča in teatra.
Status občine sta mesto in okolica pridobila leta 1934.

### Pred vojno
Število prebivalcev je pričelo masovno naraščati s prihodom nacistov na  oblast v Nemčiji. Veliko judov je namreč zbežalo iz Evrope v Izrael in se nastanilo v Tel Avivu. V letu 1937 je mesto štelo že 150.000 prebivalcev, leta 1939 pa 160.000, kar je tisti čas predstavljalo tretjino judovskih prebivalcev Izraela. Sosednji Jafo je enak čas štel 65.000 prebivalcev. Novi priseljenci v Izraelu so se izkrcavali v pristanišču v Jafu, kar je med arabskimi prebivalci mesta vodilo do novih nasilnih izgredov med letoma 1936 in 1939.
Posledica tega sta bili izgradnji samostojnega pristanišča mesta Tel Aviv in mestnega letališča.
Številni izmed nemških judovskih arhitektov so se izobraževali na moderni šoli arhitekture v Nemčiji, ki pa so jo nacisti leta 1933 zaprli. Mnogi arhitekti so zapustili Nemčijo in se odpravili v Izrael. Sodelovali so pri urbanističnem razvoju mest, tudi v Tel Avivu. V Evropi pridobljeno znanje in vizualne tehnike so uporabili na stavbah v sledečih desetletjih rastočega mesta, ki je s tem gradilo podobo sodobnega zahodnega mesta.
Ločitveni načrt Združenih narodov leta 1947 je območje razdelil na judovsko in arabsko stran. Tel Aviv s tedaj 230.000 prebivalci je bil dodeljen judovski strani. Jafo je leta 1945 štel 101.500 prebivalcev, med katerimi je bilo 54.000 muslimanov, 17.000 kristjanov in 31.000 Judov. Zaradi večinskega muslimanskega prebivalstva je bil dodeljen arabski strani. Arabske države sicer niso priznavale načrta delitve.
Med letoma 1947 in 1948 so napetosti na meji med Tel Avivom in Jafom močno naraščale. Številni muslimani so mesto zapustili in se naselili drugje. Iz minareta ene izmed mošej v Jafi so arabski ostrostrelci leta 1948 ubili več Judov. Izraelska stran se je odzvala z obleganjem Jafa, ki je bil 14. maja 1948 priključen Izraelu.

### Po razglasitvi neodvisnosti
Za čas razglasitve neodvisnosti, 14. maja 1948, je Tel Aviv že prešel mejo 200.000 prebivalcev v strnjenem urbanem centru. V mestu je začasno deloval vladni center države Izrael, ki pa je bil preseljen v Jeruzalem decembra 1949. Zaradi statusa deljenega mesta (med arabsko, judovsko in krščansko skupnost) je večina ambasad ostala v Tel Avivu. Danes se z izjemo dveh tujih predstavništev na izraelskih tleh, vsa nahajajo v mestu.
Aprila leta 1949 sta bila kraja Jafo in Tel Aviv združena v skupno mestno upravo z imenom Tel Aviv – Jafo. S tem se je mesto razširilo na 42 km² površine. Istega leta je bila v mestu postavljena spominska plošča 60 ustanoviteljem Tel Aviva.
V zadnjih šestdesetih letih se je mesto razvilo v sekularno, odprtomiselno mesto z živahnim nočnim življenjem. Od tu izhaja vzdevek mesta: »Mesto, ki nikoli ne spi«.
V letih 1960 so bile nekatere izmed modernističnih mestnih stavb porušene, na njihovem mestu pa so zrasli prvi nebotičniki v državi. Stolpnica  Shalom Meir Tower je bila najvišja izraelska stavba do leta 1919. V šestdesetih letih dvajsetega stoletja je število prebivalcev doseglo vrhunec z 390.000 prijavljenimi stanovalci, kar je predstavljalo 16% populacije na državni ravni. Sledilo je dolgo obdobje rahlega upadanja števila prebivalcev in ob koncu osemdesetih let zdrsnilo na 317.000. Glavni faktor izseljevanja družin in mladih generacij iz mesta v sosednje kraje so bile visoke cene nepremičnin.
V tem času je prišlo do novega procesa – v revnejše soseske na jugu so pričeli graditi uglednejše stanovanjske hiše, s čimer so zmanjšali socialni prepad med posameznimi deli mesta. Staro pristanišče na severu Tel Aviva in njegovo okolico so prenovili. Novi zakoni so zaščitili značilne modernistične stavbe v mestu. Obvarovanje je bilo zaščiteno tudi s strani statusa Unesca.
V začetku devetdesetih letih je konstantnemu upadu števila prebivalcev sledil preobrat. Iz držav nekdanje Sovjetske zveze je prišel močan val novih judovskih imigrantov. V teh letih je bil v mestu odprt tudi tehnološki center raziskav. Nova faza razvoja mesta je sledila s pričetkom številnih hkratnih gradenj nebotičnikov in modernih poslovnih ter trgovskih centrov. V letu 1993 je bil Tel Aviv prvič omenjen kot moderna svetovna metropola, pri čemer se je poudarjala njegova moderna tehnološka dovršenost in ekonomija stoječa na modernih oblikah storitev. Mesto je bilo nominirano kot močan kandidat na globalni ravni med svetovnimi metropolami.
V preteklih letih je bilo mesto podpornik akcije v podporo proti globalnemu segrevanju. V marcu v večernem času  že tradicionalno za eno uro ugasnejo luči mesta.
V modernih časih je bilo mesto večkrat tarča napadov palestinskih skrajnežev. Prvi samomorilski napad se je zgodil 14. oktobra 1994, ko se je muslimanski samomorilec razstrelil na mestnem avtobusu in ubil 21 izraelskih civilistov. Krivdo je prevzelo skrajno gibanje Hamas v okviru samomorilske akcije zoper Izrael.
Najbolj krvav napad do zdaj se je zgodil 1. junija 2001 v mestni diskoteki, ko je samomorilski napadalec ubil 21 civilistov, več kot 100 je bilo ranjenih.
17. aprila 2006 je bilo v ponovnem samomorilskem napadu islamskih skrajnežev ubitih devet civilistov, več kot 40 je bilo ranjenih. Napad se je zgodil v bližini nekdanje glavne avtobusne postaje v Tel Avivu.

## Geografija
Mesto se nahaja ob izraelski sredozemski obali na priobalni ravnini. Širše območje okoli mesta je v zgodovini predstavljalo pomembno trgovsko stičišče med Evropo, Azijo in Afriko. Leži tik ob starodavnem pristanišču in naselju Jafo,  na mestu kjer so se nekoč nahajale peščene sipine. Rodnost zemlje je zaradi tipa tal slaba. Večjih vzpetin in vidnejših sprememb površja v okolici mesta ni, najbolj zanimiva geografska elementa sta priobalne pečine v bližini mesta in ustje reke Yarkon.
Zaradi nekdanje razmejitve ozemlja na judovsko in arabsko stran ni natančne mejne črte med Tel Avivom, Jafom in bližnjimi kraji. Mesto leži 60 kilometrov severozahodno oddaljeno od Jeruzalema in 90 kilometrov južno od Haife. V neposredni okolici mesta se nahaja več večjih mest in urbanih naselij. Mesto je v socialnem smislu še vedno deloma razdeljeno. Južni del mesta je relativno revnejši od severnega, z izjemo nekaterih novozgrajenih sosesk. Centralni del je finančno in trgovsko središče Tel Aviva, v severnem delu pa se nahaja Univerza v Tel Avivu  in praviloma premožnejše stanovanjske soseske.

## Podnebje
Mesto ima izrazito mediteransko podnebje z vročimi poletji, toplimi pomladmi in jesenmi ter svežimi, vlažnimi zimami. Vlaga je izrazitejša kot v notranjih predelih države zaradi neposredne bližine morja.
Pozimi se temperature redko spustijo pod 5 °C, dnevne so med 10 °C in 15 °C. V Tel Avivu sicer ni snežilo od leta 1950. Poleti je povprečna temperatura 26 °C, v času dneva pa pogosto nad 32 °C. Navkljub visoki vlažnosti so padavine med poletjem redke.
Letno v povprečju pade 530.5 mm padavin, večina teh pade v času od oktobra do aprila. Povprečno število sončnih dni je izrazito visoko – nad 300. Najvišja izmerjena temperatura v mestu je bila 43 °C, najnižja pa -1.9 °C.
| Mesec                             | Jan   | Feb  | Mar  | Apr  | Maj  | Jun  | Jul  | Aug  | Sep  | Okt  | Nov  | Dec   | Letno    |
| --------------------------------- | ----- | ---- | ---- | ---- | ---- | ---- | ---- | ---- | ---- | ---- | ---- | ----- | -------- |
| Povprečne visoke temperature (°C) | 17.5  | 17.7 | 19.2 | 22.8 | 24.9 | 27.5 | 29.4 | 30.2 | 29.4 | 27.3 | 23.4 | 19.2  | 24       |
| Povprečne nižje temperature (°C)  | 9.0   | 9.8  | 11.5 | 14.4 | 17.3 | 20.6 | 23.0 | 23.7 | 22.5 | 19.1 | 14.6 | 11.2  | 16.4     |
| Mesečne padavine (mm)             | 126.9 | 90.1 | 60.6 | 18.0 | 2.3  | 0.0  | 0.0  | 0.0  | 0.5  | 26.3 | 79.3 | 126.4 | 583/54.4 |

## Mestna okrožja
Mesto sestavlja devet okrožij, katera so bila formirana v času kratke mestne zgodovine. Najbolj opazen med okrožji je Jafo na jugu, ob katerem je v zgodovini pričel rasti Tel Aviv. Območje kot edino sestavlja tradicionalno večinoma arabsko prebivalstvo. Priseljevanje v večini mladega mestnega prebivalstva v obrobja Tel Aviva ta trend postopoma spreminja.  
Okrožja na severu mesta v večini sestavljajo premožnejše, luksuzne stanovanjske soseske. 
V sklopu severnega okrožja se nahaja Univerza v Tel Avivu, ki je trenutno v fazi obširnejše prostorske razširitve. Razprostirala se bo tudi na območju nekdanjega ozemlja vojaškega letališča in Izraelskih obrambnih sil (IDF).
V zgodovini je med jugom in severom mesta obstajala velika demografska razlika: Aškenaški Judje so poseljevali sever mesta, Sefardi pa večinoma njegov južni del.
Obnove stavb in predelov mest ter načrtnega grajenja socialno mešanih sosesk sta spremembe zmanjšali. Nekatere soseske juga Tel Aviva, v katerem so nekoč prebivali nižji socialni sloji, so preuredili in obnovili, s čimer je jug mesta postal privlačnejši tudi višjim slojem. Severni del mesta, ki se je nahajal ob od leta 1965 zaprtem pristanišču, je počasi zamiral. Z obnovo je ta del doživel ponoven razcvet in danes služi predvsem kot trgovsko središče številnih trgovin in restavracij.

## Arhitektura
Zgodnji arhitekturni slog je slonel na vzhodno-evropskem stilu posamičnih enonadstropnih hiš z rdečimi opekami. Prva soseska, ki je zrasla zunaj naselja Jafo, je bila grajena v obliki dvonadstropnih stavb iz peščenca.
V 1920 letih dvajsetega stoletja je postal priljubljen orientalski stil, kjer se je izgled evropskega pomešal s stilom bližnjevzhodnega: obokane zgradbe, steklene kupole in dekorativna opeka.
Mestna gradnja je sledila načrtu »zelenega mesta«. Dvo in tronadstopne zgradbe so bile ločene s širokimi ulicami, katerim so sledile zelenice ali parki. Ta stil se je pričel uporabljati v dvajsetih in tridesetih letih dvajsetega stoletja. Severni del mesta, zaradi stila gradnje in končnega izgleda imenovan kot »Belo mesto«, je bil zaradi redke konstrukcije stavb zaščiten. V tem stilu je bilo med letoma 1931 in 1939 zgrajenih več kot 3.000 stavb.
V šestdesetih letih dvajsetega stoletja so v mestu pričeli z gradnjami obsežnejših poslovnih stavb, verižno gradnjo obmorskih hotelov in prvih nebotičnikov. Nekatere izmed modernističnih zgradb so z gradnjami novih ostajale zapuščene in zanemarjene, kar je vodilo do mnogih kasnejših rušenj. V preteklih letih so dosegli obnovo nekaterih izmed teh stavb v njihovo prvotno stanje. Številne izmed opaznejših novogradenj so namenjene luksuznim potrebam višjega sloja prebivalcev.

### Mestni nebotičniki
Tel Aviv je zlasti v zadnjem času prešel v središče rastoče moderne arhitekture, kar je vplivalo tudi na precejšnjo zvišanje cen nepremičnin v mestu. Shalom Meir Tower je bil prvi nebotičnik Izraela, zgrajen leta 1965. Rekord najvišje stavbe v državi (142 m) je obdržal do leta 1999. Titulo je prevzel Azrieli Center, sestavljen iz treh zgradb. Od leta 2001 je najvišja stolpnica Izraela City Gate Tower, ki se nahaja v poslovnem središču mesta.
- Azrieli Center
- Kirya Tower
- Nebotičniki "South of Kirya"

Najvišji nebotičniki v mestu:
- Azrieli Center – 187 m
- Sheraton City Center – 170 m
- Azrieli Center Triangular Tower – 169 m
- Kirja Tower – 158 m

Nad višino 100m sicer sega 66 nebotičnikov v Tel Avivu.

## Prebivalstvo
| Število prebivalcev v Tel Avivu po letih |         |
| 1920                                     | 2.000   |
| 1925                                     | 34.000  |
| 1937                                     | 150.000 |
| 1939                                     | 160.000 |
| 1948                                     | 200.000 |
| 1960                                     | 390.000 |
| 1989                                     | 317.000 |
| 2007                                     | 390.100 |
| 2012                                     | 405.000 |

Mesto je v letu 2007 štelo 390.100 prebivalcev in se razteza na 52 km², s čimer v povprečju na 1 km² živi 7.533 ljudi. Po poročanju iz leta 2006 je letna rast prebivalstva 0,9%.
Mesto sestavlja 92% Judov, 4,2% Arabcev (muslimani in kristjani) in nekaj manj kot 4% drugače opredeljenih (nearabski kristjani, budisti).  Mesto je multikulturno zlasti na jezikovnem področju: poleg najpogosteje uporabljene hebrejščine, so pogosto govorjeni ruski, francoski, španski, arabski in angleški jezik.
Po nekaterih ocenah živi v mestu 50.000 neregistriranih azijskih delavcev. V primerjavi z večjimi mesti visoko razvitih državah je stopnja kriminala v mestu relativno nizka.
Po podatkih mestne uprave je mesečni prihodek za 20% višji od povprečnega na državni ravni. Stopnja brezposelnih je 6,9%. Stopnja izobrazbe je nad povprečjem državnega povprečja. 64,4% se jih vpiše na univerzo, ki sledi dvanajstim obveznim letom šolanja. Starostna struktura je relativno v enakem razmerju. 22,2% je starih manj kot 20, 18,5% je v starostnem obdobju med 20–29, 24% starosti 30–44, 16,2% starih med 45 in 59, ter 19,1% starejših kot 60.
Prebivalec mesta je bil leta 2008 v povprečju star 35,8 let, medtem ko je bila povprečna starost v letu 1983, 34 let. Starejših od 65 let je 14,6%, primerjano z 19% leta 1983.
Število prebivalcev je vrhunec doseglo že v šestdesetih letih dvajsetega stoletja z okoli 390.000 stanovalci in padlo na 317.000 v kasnejših osemdesetih letih. Visoke cene nepremičnin so namreč prisilile družine in mlade v selitve v obrobje mesta. Od masovnih imigracij v devetdesetih letih iz držav nekdanje Sovjetske zveze je število prebivalcev postopoma spet naraščalo. Danes je prebivalstvo Tel Aviva razmeroma mlado in narašča. V letu 2006 se je v mesto priselilo 22.000 ljudi, izselilo 18.500, rodnost pa je bila ponovno višja. V letu 2025 naj bi mesto doseglo število 450.000 prebivalcev.

### Verska sestava
Čeprav velja za sodobno in posvetno mesto, ima Tel Aviv več kot 100 judovskih sinagog, vključno z zgodovinskimi objekti, kot je Velika sinagoga, odprta leta 1930. V preteklih letih je bil v mestu odprt Center judovskih študij.
V Jafu, južnem predelu mesta, živi večje število muslimanov in kristjanov. Število cerkva v mestu v zadnjem času narašča predvsem zaradi potreb tujih delavcev in diplomatov, večinoma iz zahodnih držav.
Območje občine je 93% judovsko, 1% krščansko in 1% muslimansko. Preostalih 5% se ne opredeljuje za verne.

## Gospodarstvo
Zaradi lege na območju puščave, usmeritev v kmetijske panoge ni bila smiselna, pomorski center pa je bil že razvit v Haifi. Mesto se je zato usmerilo v razvoj sodobnega znanstvenega in tehničnega centra.
V letu 1974 je Intel odprl prvi prekomorski center tovrstnih raziskav. Kot takšen se je Tel Aviv uveljavil okoli leta 1990. V mestu je danes 15% vseh delovnih mest v državi, na letni ravni ta ustvari 17% domačega BDP-ja.  40% zaposlitev v nacionalnem finančnem sektorju in 25% v storitvenih panogah se nahaja v Tel Avivu.
Gospodarstvo je razcvet doživljalo v preteklih desetletjih. Mesto je bilo opisano kot rastoči tehnološki center oz. miniaturen Los Angeles. Z imigracijami iz nekdanjih sovjetskih držav se je povečalo število računalniških inženirjev v mestu. Leta 1998 je bilo mesto uvrščeno med 10 najbolj vplivnih tehnoloških mest v svetu. Razvoj visoke tehnologije je od takrat še v večjem porastu.
V Tel Avivu se nahaja edina borza v državi, ki je rekorden porast dosegla v devetdesetih letih. Sedež podjetja v mestu imajo številna mednarodna podjetja, znanstvenoraziskovalni in tehnološki inštituti. V mestu je razvita kemična, tekstilna in prehrambena industrija. Šutdija skupine svetovnih mest je opravila popise pomembnejših mest glede na stopnjo napredovanja v storitvenih dejavnostih. Mesto je bilo med bližnjevzhodnimi označeno kot vodilno na tem področju.
V Izraelu živi devet od petnajstih miljarderjev izraelskega državljanstva, od tega štirje v mestu. Cene nepremičnin v Tel Avivu so visoke, na nacionalnem nivoju dosegajo najvišje cene. Po raziskavi iz leta 2008 je mesto najdražje na Bližnjem vzhodu in štirinajsto najdražje na svetu. Uvršča se tik za Singapur in Pariz ter tik pred Sydney in Dublin. New York, za primerjavo, je 22.

## Kultura in šport

### Turizem
Kot mediteransko mesto z obalo peščenega tipa je Tel Aviv mednarodno turistično središče, po virih sodeč podobne kategorizacije kot Barcelona in Miami.  Kot vodilna turistična destinacija je bil izbran s strani dveh pomembnih časopisov. Viri mestne uprave navajajo, da mesto premore 44 hotelov, kateri razpolagajo s 5.800 posteljami. Zaradi bogatega kulturnega dogajanja je Tel Aviv postal znan kot »mesto, ki nikoli ne spi«.
Najbolj obširno mestno javno središče je park Hayarkon. V neposrednem mestnem središču se nahajata dva večja parka. Mesto sicer prekriva 17% načrtno postavljenih zelenic in parkov.
V mestu se nahajajo hoteli slavnih hotelskih verig, kot npr. hoteli Sheraton, Dan, Crowne Plaza in Hilton. Premore številne muzeje, arhitekturne in kulturne spomenike, vodeni ogledi teh pa so na voljo v številnih svetovnih jezikih.
Nočno življenje je zgoščeno na območju promenadnih ulic vzdolž obale, kjer se nahajajo številni bari in diskoteke. Mesto nudi vsestransko kulinarično ponudbo – od tipične izraelske do mednarodnih kuhinj. V Tel Avivu se nahaja več kot 100 restavracij s suši hrano, italijanska hrana pa je bila s strani italijanskega ministrstva za kulturo, razglašena za najboljšo zunaj Italije.
Mesto je med izraelskimi najbolj odprto homoseksualnim osebam, v mestu je tudi sedež organizacije LGBT skupnosti. Vsako leto gosti eno največjih gej parad na svetu, katere se udeleži več deset tisoč udeležencev.
Ob obeležitvi stoletnice mesta, bo Tel Aviv gostil številne prireditve v obeležitev dogodka tekom leta 2009.

### Umetnost in gledališče
Tel Aviv je glavni kulturni center Izraela in s tem tudi kulturno središče regije. Osemnajst od skupno petintridesetih umetniških centrov, kot so gledališča, opere in drame, se nahaja v mestu. V sklopu teh se nahaja pet od devetih največjih umetniških centrov, kjer se izvede več kot polovica kulturnih nastopov v državi. Največje mestno gledališče je Heichal Hatarbut z več kot 3.000 sedeži. Izraelsko narodno gledališče je bilo v letu 2008 prenovljeno, kulturi center Enav pa sodi med novejše na kulturni sceni.
V mestu se nahajajo številni plesni centri, najpomembnejši je izraelski baletni center. Mesto mnogokrat gostuje najpopularnejše glasbene predstave vseh zvrsti.
Predstave opernih in klasičnih glasbenih del v Tel Avivu gostujejo dnevno. V mestu ustvarjajo nekateri najbolj priznani klasični glasbeni solisti in dirigenti. Mesto premore več sodobnih kinematografskih centrov in letno gosti filmske festivale, kot npr. Festival animacije, Študentski filmski festival in Jazz & filmski festival.

### Muzeji
Izrael ima glede na število prebivalcev najvišje število muzejev med vsemi državami. Največji trije muzeji se nahajajo v Tel Avivu. Izraelski muzej Eretz in Muzej umetnosti Tel Aviva sta znana predvsem po razstavi arheoloških in zgodovinskih predmetov na temo dežele Izraela. Muzej judovske diaspore se nahaja v prostorih Univerze v Tel Avivu in predstavlja zgodbo Judov in preganjanja skupine skozi čas. Muzej Batey Haosef je usmerjen v zgodovino vojaških obrambnih sil Izraela in nudi multimedijsko doživetje zgodovine dežele ter prikazuje življenja vojakov, ki so domovino varovali v času invazij. V bližini Jafa se nahaja manjši muzej, ki prikazuje arabsko-izraelsko vojno leta 1948, v kateri je Jafo pripadel Izraelu. Razstavni muzej v severnem delu mesta letno gosti več kot 60 predstav.

### Šport
V mestu domujejo nekatere najuspešnejše izraelske ekipe različnih športnih smeri. Izstopa košarkarska reprezentanca Izraela, ki tekmuje v evropski košarkarski ligi. Je edino mesto v državi s tremi nogometnimi klubi v prvi domači ligi. V vseh državnih nogometnih ligah Tel Aviv sicer zastopa več moštev.
Športna organizacija je bila ustanovljena leta 1960 in danes zastopa nekaj deset športnih panog. Košarkarska ekipa v Tel Avivu ima 47 nagrad osvojenih v Izraelu, mestna nogometna reprezentanca pa je osvojila 22 domačih nazivov in dva azijska. Judoist Yael Arad je na Olimpijskih igrah leta 1992 osvojil prvo kolajno za Izrael – srebrno medaljo.
Prvi športni klub v mestu je bil sicer ustanovljen leta 1923 in danes združuje 11 športnih reprezentanc, vključno z nogometno, kajakaško in moško ter žensko košarkarsko.
V mestu delujeta dva profesionalna veslaška kluba. Prvi je bil ustanovljen leta 1935 in je danes največji tovrstni klub v državi. Mesto je zastopano tudi v bejzbolu, vsako leto pa se na ulicah Tel Aviva odvije polovični poulični maraton. Leta 2008 se ga je udeležilo več kot 10.000 ljudi iz številnih držav.

## Uprava
Tel Aviv zastopa zbor 31 mestnih svetnikov za obdobje štirih let, izbranih na neposrednih volitvah. Za pravico do glasovanja na lokalnih volitvah sta potrebni dopolnitev osemnajstega leta starosti in vsaj leto dni bivanja v mestu. Občina je odgovorna za javne storitve, občinske programe, javno infrastrukturo, mestno urbanizacijo, turizem in ostale lokalne zadeve. Trenutni župan, Ron Huldai, je mestni župan od leta 1998. Najdaljše obdobje trajanja funkcije župana v Tel Avivu je bilo 19 let.
Demografski razpon v mestu je ustvaril politično ločitev. Na severu je tradicionalno močna delavska stranka, versko in konzervativno usmerjene pa na jugu. Na izborih leta 2006 je zmago z 28% slavila liberalistična stranka pod vodstvom izraelske zunanje ministrice, Cipi Livni. Sledila je delavska stranka z 20% glasov.

## Izobraževanje
V mestu se nahajajo številne osnovne šole, višje šole in univerze. V letu 2006 je 51.359 otrok in mladine obiskovalo različne šolske programe: 9.000 vrtce, 23.600 osnovne šole in 19.000 visoke šole. 65% se jih po končani srednji šoli vpiše na univerzo, kar je 5% več od državnega povprečja. 4.000 otrok obiskuje začetni razred osnovne šole, pričakuje pa se, da bo število do leta 2012 naraslo na 6.000. 20 dodatnih predšolskih vrtcev se odpira med letoma 2008 in 2009. Nove osnovne šole so načrtovane predvsem za severni del mesta, kjer bo grajena tudi nova višja šola.
Prva mestna gimnazija se je iz kraja Jafo preselila v Tel Aviv leta 1909. Gimnazija še vedno obratuje, odprte pa so bile še tri nove.
Glavna višja izobraževalna ustanova je Univerza v Tel Avivu. Skupaj z bližnjo univerzo jo obiskuje več kot 50.000 študentov, pri čemer je opazno število tujih študentov. Tel Avivska univerza je bila ustanovljena leta 1953 in je danes največja v Izraelu. Mednarodno znana je po usmeritvah v smer kemije, računalniške znanosti, fizike in jezikoslovja. Nahaja se na severu mesta, kjer domujejo še nekatere druge višje šole.

## Prevoz
Tel Aviv je državno prometno središče. Mesto prečka več mednarodnih cestnih povezav. Glavna mestna obvoznica poteka po vzhodnem delu mesta in povezuje jug ter sever mesta. Na vzhodu je fizična ločnica med mestom in predmestji. Na jugu se od mesta odcepi avtocesta št. 1, ki vodi do Jeruzalema in mestnega letališča. Med glavne mestne ulice se šteje 6 prometnic. V mestu dnevno zabeležijo več kot pol milijona vozil, kar vodi do pogostih prometnih zamaškov. Leta 2007 je bil obravnavan predlog, po katerem bi vozila, ki vstopajo v mesto, morala plačati takso. Na ta način želijo povečati uporabo javnih prevoznih sredstev in zmanjšati onesnaženje, ki ga povzroča prekomeren promet. Občina spodbuja tudi k uporabi koles v mestu. V letu 2009 se v ta namen odpira več kot 100 izposojevalnic koles. Od trenutno 74 km kolesarskih poti v mestu, bo v letu 2009 zaključena gradnja 26 km novih. V roku enega meseca v povprečju v mesto z vlakom potuje milijon potnikov, večina dnevnih imigrantov. Glavna avtobusna postaja se nahaja na jugu mesta. Potnikom omogoča notranje mestne prevoze in medlokalne povezave. Avtobusno podjetje v Tel Avivu je drugo največje takšno v svetu.
V mestu sta dve mednarodni letališči: Ben Gurion in Sde Dov. Slednje, ki se nahaja v severovzhodnem delu mesta, je v fazi zapiranja. Prodaja nepremičnin v bližini letališča je ob njegovem odprtju namreč obstala. Promet letališča Sde Dov se postopoma preusmerja na letališče Ben Gurion, ki se nahaja 15 km južno od mesta.
V letu 2008 je občina v Tel Avivu uradno sprejela projekt, s katerim bo podprla uporabo električnih avtomobilov v mestu. Menjava baterijskih vložkov bo mogoča ob vseh vstopnih točkah v mesto, v ta namen pa bo dodatnih odprtih 150 točk v mestu.

## Mediji
Trije največji tiskani mediji izhajajo v Tel Avivu. Najbolj brani časopis izhaja neprekinjeno od leta 1970. V mestu izhaja finančni časopis Globes ter več ostalih tedenskih in dnevnih časopisov in revij, od tega pet pomembnejših.
Mesto premore številne radijske postaje, tri največje televizijske hiše pa imajo prav tako sedež v mestu.

## Pobratena mesta
Mesto Tel Aviv je pobrateno s 27 mesti in ima sklenjeno partnerstvo z Los Angelesom, ZDA. Pobratena mesta so:
- Toulouse, Francija (od 1962)
- Filadelfija, ZDA  (od 1967)
- Köln, Nemčija (od 1979)
- Frankfurt, Nemčija (od 1980)
- Bonn, Nemčija (od 1983)
- Buenos Aires, Argentina (od 1988)
- Budimpešta, Madžarska (od 1989)
- Beograd, Srbija (od 1990)
- Essen, Nemčija (od 1992)
- Sofija, Bolgarija (od 1992)
- Varšava, Poljska (od 1992)
- Cannes, Francija (od 1993)
- Łódź, Poljska (od 1994)

- Milano, Italija (od 1994)
- Solun, Grčija (od 1994)
- Peking, Ljudska republika Kitajska (od 1995)
- Barcelona, Španija (od 1998)
- İzmir, Turčija (od 1998)
- Gaza, Palestinska avtonomija (od 1998)
- Almaty, Kazahstan (od 1999)
- Kišinjev, Moldavija (od 2000)
- Incheon, Južna Koreja (od 2000)
- Limassol, Ciper (od 2000)
- Moskva, Rusija (od 2000)
- São Paulo, Brazilija (od 2004)
- Dunaj, Avstrija (od 2005)